# Parasemia nigricosta
Parasemia nigricosta är en fjärilsart som beskrevs av Edward Alfred Cockayne 1951. Parasemia nigricosta ingår i släktet Parasemia och familjen björnspinnare. Inga underarter finns listade i Catalogue of Life.